# Bad Rothenfelde
Bad Rothenfelde település Németországban, azon belül Alsó-Szászország tartományban. Lakosainak száma 8614 fő (2023. december 31.). Bad Rothenfelde Bad Laer, Versmold, Hilter am Teutoburger Wald és Dissen am Teutoburger Wald községekkel határos.

## Népesség
A település népességének változása:
| Lakosok száma | 7839 | 8004 | 8220 | 8317 | 8477 | 8597 | 8614 |
|               | 2015 | 2016 | 2017 | 2019 | 2021 | 2022 | 2023 |